# Tengriism

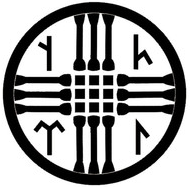
Simbolul utilizat de adepții acestei religii, ce reprezintă structura universului: zeul Tengri, deschiderea unei iurte și toba unui șaman.

Numele Tengri scris în alfabetul Orhon (cu scriere de la dreapta spre stânga): [t²ṅr²i

Tengriismul este o religie din zona Asiei Centrale ce include șamanismul, animismul, totemismul, poli- și mai ales monoteismul, și cultul morților. A fost întâlnită mai ales în rândul popoarelor turcice și a mongolilor (printre care bulgari, huni, xiongnu) și, posibil, la maghiari. Aceasta a fost și religia de stat a unor formațiuni medievale precum Hanatul Göktürk⁠(en)[traduceți] (turcii albaștri), Hanatul Onoq⁠(en)[traduceți], Vechea Bulgarie Mare, Țaratul Bulgar, Bulgaria de pe Volga și Khazaria. În cartea Irk Bitig, Tengri este menționat ca Türük Tängrisi (Dumnezeul Turcilor).
De obicei în tengriism există o singură zeitate ce este supremă și știe absolut totul, dar în unele culte este prezent și politeismul. Această divinitate absolută este de obicei asociată cu Cerul (Tengri), de unde și numele religiei.